# (724) Hapag
Pour les articles homonymes, voir Hapag.
(724) Hapag est un astéroïde de la ceinture principale découvert le 21 octobre 1911 par l'astronome autrichien Johann Palisa.
Il fut nommé en l’honneur de la société Hapag-Lloyd. Sa désignation provisoire était 1911 NC.